# Гуам на летних Олимпийских играх 2016
Гуам на летних Олимпийских играх 2016 года был представлен 5 спортсменами в 3 видах спорта. Это одна из самых маленьких делегаций в истории выступления страны на летних Олимпийских играх. Меньше спортсменов (4) участвовало только в Играх 2000 года. Знаменосцем сборной Гуама, как на церемонии открытия Игр, так и на церемонии закрытия стал двукратный чемпион Тихоокеанских игр пловец Бенджамин Шульте. По итогам соревнований сборная Гуама, выступавшая на своих восьмых летних Олимпийских играх, вновь осталась без медалей.

## Состав сборной
Маунтинбайк
1. Питер Ломбард

 Лёгкая атлетика
1. Джошуа Илюстре
2. Регина Тугаде

 Плавание
1. Бенджамин Шульте
2. Пилар Симидзу

## Результаты соревнований

### Велоспорт

#### Маунтинбайк
Мужчины
| Соревнование | Спортсмены    | Время | Место | Отставание |
| ------------ | ------------- | ----- | ----- | ---------- |
| кросс-кантри | Питер Ломбард |       |       |            |

### Водные виды спорта

#### Плавание
В следующий раунд на каждой дистанции проходят спортсмены, показавшие лучший результат, независимо от места, занятого в своём заплыве.
Мужчины
| Дистанция          | Спортсмены       | Предварительный раунд | Предварительный раунд | Предварительный раунд | Полуфинал            | Полуфинал            | Полуфинал            | Финал                | Финал                |
| Дистанция          | Спортсмены       | Заплыв                | Результат             | Место                 | Заплыв               | Результат            | Место                | Результат            | Место                |
| ------------------ | ---------------- | --------------------- | --------------------- | --------------------- | -------------------- | -------------------- | -------------------- | -------------------- | -------------------- |
| 100 метров брассом | Бенджамин Шульте | 1                     | 1:03,29               | 43                    | Завершил выступление | Завершил выступление | Завершил выступление | Завершил выступление | Завершил выступление |

Женщины
| Дистанция          | Спортсмены    | Предварительный раунд | Предварительный раунд | Предварительный раунд | Полуфинал             | Полуфинал             | Полуфинал             | Финал                 | Финал                 |
| Дистанция          | Спортсмены    | Заплыв                | Результат             | Место                 | Заплыв                | Результат             | Место                 | Результат             | Место                 |
| ------------------ | ------------- | --------------------- | --------------------- | --------------------- | --------------------- | --------------------- | --------------------- | --------------------- | --------------------- |
| 100 метров брассом | Пилар Симидзу | 2                     | 1:16,65               | 38                    | Завершила выступление | Завершила выступление | Завершила выступление | Завершила выступление | Завершила выступление |

### Лёгкая атлетика
Мужчины
Беговые дисциплины
| Дисциплина        | Спортсмен      | Предварительный раунд | Предварительный раунд | Предварительный раунд | Четвертьфиналы | Четвертьфиналы | Четвертьфиналы | Полуфиналы | Полуфиналы | Полуфиналы | Финал | Финал |
| Дисциплина        | Спортсмен      | Забег                 | Время                 | Место                 | Забег          | Время          | Место          | Забег      | Время      | Место      | Время | Место |
| ----------------- | -------------- | --------------------- | --------------------- | --------------------- | -------------- | -------------- | -------------- | ---------- | ---------- | ---------- | ----- | ----- |
| бег на 800 метров | Джошуа Илюстре |                       |                       |                       |                |                |                |            |            |            |       |       |

Женщины
Беговые дисциплины
| Дисциплина        | Спортсмен     | Предварительный раунд | Предварительный раунд | Предварительный раунд | Четвертьфиналы | Четвертьфиналы | Четвертьфиналы | Полуфиналы | Полуфиналы | Полуфиналы | Финал | Финал |
| Дисциплина        | Спортсмен     | Забег                 | Время                 | Место                 | Забег          | Время          | Место          | Забег      | Время      | Место      | Время | Место |
| ----------------- | ------------- | --------------------- | --------------------- | --------------------- | -------------- | -------------- | -------------- | ---------- | ---------- | ---------- | ----- | ----- |
| бег на 100 метров | Регина Тугаде |                       |                       |                       |                |                |                |            |            |            |       |       |